# Leonardo Franco
Leonardo Franco Vieira de Oliveira (Rio de Janeiro, 3 de abril de 1964) é um ator e produtor brasileiro. No Rio de Janeiro é reconhecido por ser o idealizador e diretor geral do Centro Cultural Solar de Botafogo, um empreendimento cultural de destaque na cidade pelo qual recebeu o Prêmio Shell 2007, na Categoria Especial. Nacionalmente é reconhecido por protagonizar o seriado Preamar da HBO, dirigido por Estevão Ciavatta. Na esteira de Preamar, seu trabalho foi conhecido internacionalmente também por atuar ao lado de Ricardo Darin, no longa La Cordillera, uma produção da Warner, dirigida por Santiago Mitre e que teve sua estreia mundial no Festival de Cannes 2017.

## Biografia
Foi durante a faculdade de psicologia da UFRJ que Leonardo Franco entrou em contato com as artes cênicas. Influenciado pelas técnicas do psicodrama resolveu aprofundar-se no estudo da interpretação Em 1983 fez seu primeiro curso de teatro no Casa das Artes de Laranjeiras (CAL) com Sergio Brito, fundador do Teatro dos Quatro, depois disto, paralelamente à universidade, começou a estudar a história do teatro nacional e mundial. A ideia de mudar de trajetória o acompanhou até o último ano de faculdade, quando decidiu abandonar a psicologia e seguir a carreira de ator.

## Carreira
Em 1987 Leonardo estreou como ator e produtor no papel de Mário, na peça O Voo dos Pássaros Selvagens de Aldomar Conrado, com direção de Rogério Froes. Nós anos seguintes fez O Califa da Rua do Sabão de Artur de Azevedo, Trair e Coçar é Só Começar de Marcos Caruzo, Tem um Psicanalista na nossa Cama de João Bittencourt e Querelle de Jean Genet. Em seguida conhece o ator Raul Cortez que o convidou para fazer a peça O Lobo de Ray-Ban de Renato Borghi, com direção de José Possi Neto.
Nos anos 90, Leonardo foi convidado por Herval Rossano para a série O Portador. Para TV, integrou os elencos de Contos de Verão, Você Decide, O Campeão, Torre de Babel e Chiquititas. Interpretou um dos filhos de Gianfrancesco Guarnieri na novela Canoa do Bagre na TV Record. Em seguida Guarnieri o convidou para ser protagonista de uma de suas peças, Anjo na Contramão, com direção de Roberto Lage. Bibi Ferreira o dirigiu em o Bosque do Coração do Brasil.  Na televisão seus trabalhos de destaque foram Contos de Verão, Você Decide, O Campeão e Torre de Babel e Chiquititas.
Em 2002, atuou na novela O Quinto dos Infernos. Franco voltou a trabalhar com Raul Cortez em na peça Rei Lear no papel de Duque de Cornualha. Também no teatro participa de Engraçadinha seus Amores e seus Pecados no Teatro do Banco do Brasil, com direção de Luiz Arthur Nunes.

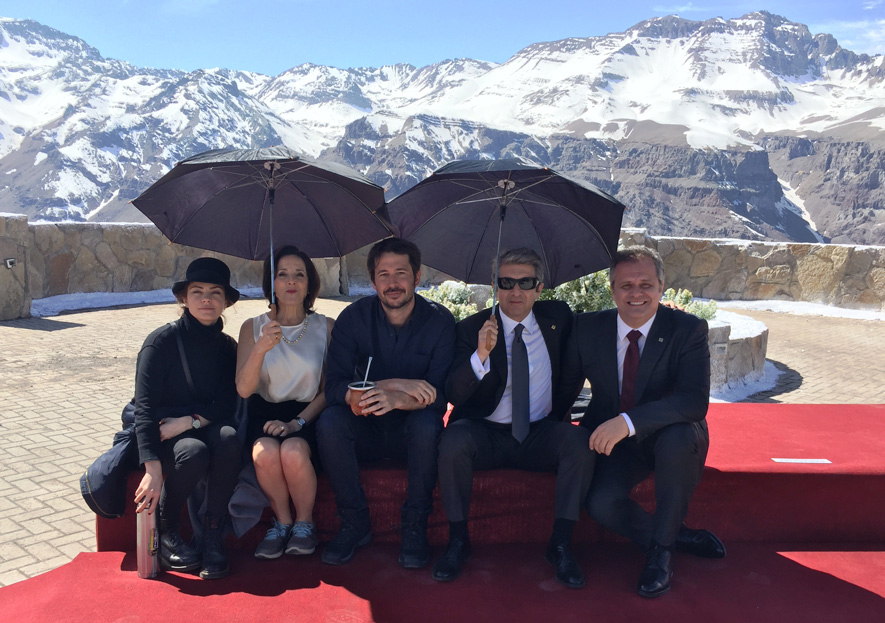
Leonardo (a direita) em 2015 nos bastidores do filme A Cordillera.

Interpretou Ferdinando na peça O Último dos Homens, adaptação de O Colecionador com direção de Marcos Schechtman. E interpretou Hércules na peça Campo de Provas de Aimar Labaki.
Em 2006, Leonardo inaugura seu próprio teatro, o Centro Cultural Solar de Botafogo, empreendimento pela qual recebe o Prêmio Shell na categoria especial.
Em 2008 Leonardo atuou na peça Traição de Harold Pinter, interpretação que lhe rendeu indicação a todos os principais prêmios de teatro. Em 2009 Leo produziu e atuou ao lado de Christiane Torloni na versão feminina do texto de Renato Borghi A Loba de Ray-Ban com direção de José Possi Neto.
Em 2011, foi convidado pelo diretor Estevão Ciavatta para protagonizar a série Preamar lançada pela HBO. Nos dois anos seguintes interpretou Olavo Menezes da novela Malhação.
Logo depois foi destaque no teatro, Leo atuou em Adorável Garoto de Nicky Silver com direção de Maria Maya e foi indicado ao Prêmio APTR de melhor ator. Entre 2012 e 2015, participa das séries Dupla Identidade, direção de Mauro Mendonça Filho e Questão de Família de Sérgio Resende. Em cinema atuou em Minha Família Perfeita e Até que a Sorte nos Separe 3. Em teatro, no mesmo período, traduziu, participou de Pinteresco, Adorável Garoto e traduziu, adaptou, produziu e protagonizou Talk Radio de Erick Bogosian dirigida por Maria Maya.
Em 2016, atuou na novela A Terra Prometida da TV Record com direção de Alexandre Avancini. No mesmo ano atuou em seu longa-metragem de maior destaque; A Cordilheira, trabalhando ao lado de Ricardo Darin, com direção de Santiago Mitre. Uma produção da Warner, onde interpreta o Presidente brasileiro. O filme teve sua estreia mundial no Festival de Cannes. Em 2017 esteve em um dos papéis principais da telenovela medieval e Belaventura, interpretando o cavaleiro real Mistral. No ano seguinte Franco participou dos filmes Polícia Federal a Lei é para Todos, Nada a Perder, O Candidato Honesto 2, O Paciente.
Em 2018, participou da terceira temporada de Sob Pressão com direção de Andrucha Waddington e do longa-metragem Kardec de Wagner de Assis, ambos produzidos pela Conspiração Filmes. No mesmo ano trabalhou com Flávio Marinho na peça Irmãozinho Querido. Também em 2018 interpretou o Dr. Valentim na série Pais de Primeira da Globo. Em 2019, com locações no Marrocos, Leonardo gravou a novela Jezabel, com direção de Alexandre Avancini e o longa-metragem Porto Príncipe de Maria Emília de Azevedo.
Em 2021, participou da novela Gênesis, na TV Record, com direção de Edgard Miranda. No ano seguinte é convidado pelo diretor Marcelo Antunez para atuar ao lado de Camila Queiroz, no longa-metragem Procura-se, com produção de Framboesa Filmes. Ao final de 2022, iniciou os ensaios de American Son(O Incidente), peça teatral dirigida por Tadeu Aguiar, que teve sua estreia em janeiro de 2023.

## Vida pessoal
Leonardo Franco é filho de José Aldrovando de Oliveira e Talita Romero Franco. Tem dois irmãos; Diogo Franco e Penelope Edelweiss. Foi casado com a atriz Claudia Lira entre 2002 e 2006, com quem tem uma filha: Valentina, nascida em 2006. Em agosto de 2013, casou-se com Maria Griffith, com quem tem uma filha, Maria Flor, nascida em outubro de 2012.

## Filmografia

### Televisão
| Ano  | Título                               | Personagem                | Notas                                                      |
| ---- | ------------------------------------ | ------------------------- | ---------------------------------------------------------- |
| 1989 | Que Rei Sou Eu?                      | Fernão                    |                                                            |
| 1989 | O Salvador da Pátria                 | Repórter                  |                                                            |
| 1991 | Ilha das Bruxas                      | Miguel                    |                                                            |
| 1991 | O Portador                           | Comandante Pessoa         |                                                            |
| 1993 | Contos de Verão                      | Gusmão                    | Episódio: "14 de maio"                                     |
| 1994 | Você Decide                          | Heleno Chagas             | Episódio: "A Viúva Negra"                                  |
| 1994 | Incrível, Fantástico, Extraordinário | Otávio                    | Episódio: "Gêmeas"                                         |
| 1996 | O Campeão                            | Luiz Miguel               |                                                            |
| 1997 | Direito de Vencer                    | Túlio                     |                                                            |
| 1997 | Chiquititas                          | Otávio                    | 2º temporada                                               |
| 1997 | Canoa do Bagre                       | Antônio                   |                                                            |
| 1999 | Torre de Babel                       | Noronha                   | Episódios: 133 a 198(último)                               |
| 2002 | O Quinto dos Infernos                | Badaró                    | Episódio: "8 de janeiro"                                   |
| 2006 | Linha Direta Justiça                 | Coronel Valmir Alves Brum | Episódio: "A Chacina da Candelária"                        |
| 2012 | Preamar                              | João Ricardo Velasco      |                                                            |
| 2012 | Malhação: Intensa como a Vida        | Olavo Menezes             | Temporadas 2012 e 2013                                     |
| 2014 | Dupla Identidade                     | Juiz                      | Episódio: "12 de dezembro"                                 |
| 2015 | Questão de Família                   | Corregedor                | Episódio: "Recomeço"                                       |
| 2016 | A Terra Prometida                    | Coronel Tibar             |                                                            |
| 2017 | Belaventura                          | Mistral                   |                                                            |
| 2018 | Sob Pressão                          | Sérgio Menezes            | Episódio: "13 de novembro"                                 |
| 2018 | Pais de Primeira                     | Dr. Valentim              | Episódio: "Charutinho" Episódio: "Saúde Para Dar e Vender" |
| 2019 | Jezabel                              | Inlá                      | [ 16 ]                                                     |
| 2021 | Gênesis                              | Abimeleque                | Fase: Jornada de Abraão                                    |
| 2023 | Vai na Fé                            | Promotor Robério Gerosa   | Episódio: "11 de julho"                                    |
| 2024 | A Rainha da Pérsia                   | Memucã                    | [ 18 ]                                                     |
| 2025 | Paulo, O Apóstolo                    | Gamaliel                  |                                                            |

### Cinema
| Ano  | Título                              | Personagem                  | Notas          |
| ---- | ----------------------------------- | --------------------------- | -------------- |
| 1987 | Réquiem                             | Sandro                      | Curta-metragem |
| 1991 | Caçada ao Escorpião Dourado         | Fiscal da Aduana            | Longa-metragem |
| 2004 | Resto da Vida                       | Marcos                      | Curta-metragem |
| 2008 | Conversinha Mineira                 | Homem da cidade             | Curta-metragem |
| 2011 | Cala a Boca e me Beija              | Horácio                     | Curta-metragem |
| 2015 | A Família Perfeita                  | Dênis                       | Longa-metragem |
| 2015 | Até que a Sorte nos Separe 3        | Rique Barelli               | Longa-metragem |
| 2017 | A Cordilheira                       | Presidente Oliveira Prestes | Longa-metragem |
| 2017 | Polícia Federal: A Lei É para Todos | Pedro Henrique              | Longa-metragem |
| 2018 | Kardec                              | Carlotti                    | Longa-metragem |
| 2018 | O Paciente - O Caso Tancredo Neves  | Dr. Gilberto Assis          | Longa-metragem |
| 2018 | O Candidato Honesto 2               | Ricardo Grecco              | Longa-metragem |
| 2018 | Nada a Perder                       | Antônio                     | Longa-metragem |
| 2019 | Nada a Perder 2                     | Antônio                     | Longa-metragem |
| 2019 | Porto Príncipe                      | Henrique                    | Longa-metragem |
| 2022 | Procura-se                          | Clóvis                      | Longa-metragem |

## Teatro
| Ano  | Título                            | Personagem                              | Diretor              |
| ---- | --------------------------------- | --------------------------------------- | -------------------- |
| 1987 | O Voo dos Pássaros Selvagens      | Mário                                   | Rogerio Froes        |
| 1988 | O Califa da Rua do Sabão          | Romualdo                                | Márcio Augusto       |
| 1989 | Querelle                          | Tenente Seblon                          | Fábio Pilar          |
| 1989 | O Lobo de Ray-Ban                 | Fernando                                | José Possi           |
| 1990 | Tem um Psicanalista na nossa Cama | Psicanalista                            | Paulo Afonso de Lima |
| 1991 | Trair e Coçar é só Começar        | Carlos Alberto                          | Attílio Riccó        |
| 1992 | O Bosque do Coração do Brasil     | Apresentador                            | Bibi Ferreira        |
| 1992 | Queridos Monstrinhos              | Drácula                                 | Leonardo Franco      |
| 1993 | Sensações Perigosas               |                                         | Cyrano Rosalem       |
| 1993 | Gnomos - Mais que uma Lenda       | Afonso                                  | Márcio Augusto       |
| 1994 | O Fiel Camareiro                  | Norman                                  | Paulo Afonso de Lima |
| 1998 | Anjo na Contramão                 | Vítor                                   | Roberto Lage         |
| 2000 | Rei Lear                          | Duque de Cornualha                      | Ron Daniels          |
| 2001 | Engraçadinha                      | Luís Cláudio, Durval, Sílvio e Tinhorão | Luiz Arthur Nunes    |
| 2002 | Tango, Bolero e Chá-Chá-Chá       | Peter                                   | Bibi Ferreira        |
| 2002 | O Último dos Homens               | Ferdinando                              | Marcos Shertan       |
| 2005 | A Comédia da Vida Fácil           | Paulo / Gregório / Leandro / Assis      | Leonardo Franco      |
| 2007 | Campo de Provas                   | Hércules                                | Gilberto Gavanski    |
| 2008 | Traição                           | Robert                                  | Ary Coslov           |
| 2009 | A Loba de Ray-Ban                 | Paulo                                   | José Possi Neto      |
| 2012 | Pinteresco                        | Ministro / Gene / Homem                 | Leonardo Franco      |
| 2014 | Adorável Garoto                   | Harry                                   | Maria Maya           |
| 2015 | Talk Radio                        | Barry Champlain                         | Maria Maya           |
| 2018 | Irmãozinho Querido                | Léo                                     | Flávio Marinho       |
| 2023 | American Son / O Incidente        | Scott Alan Connor                       | Tadeu Aguiar         |
| 2025 | O Casal Mais Sexy da América      | Robert McAlister                        | Tadeu Aguiar         |